# Droupt-Saint-Basle
Droupt-Saint-Basle é uma comuna francesa na região administrativa de Grande Leste, no departamento de Aube. Estende-se por uma área de 18,61 km². Em 2010 a comuna tinha 361 habitantes (densidade: 19,4 hab./km²).